# Arrabal de San Martín

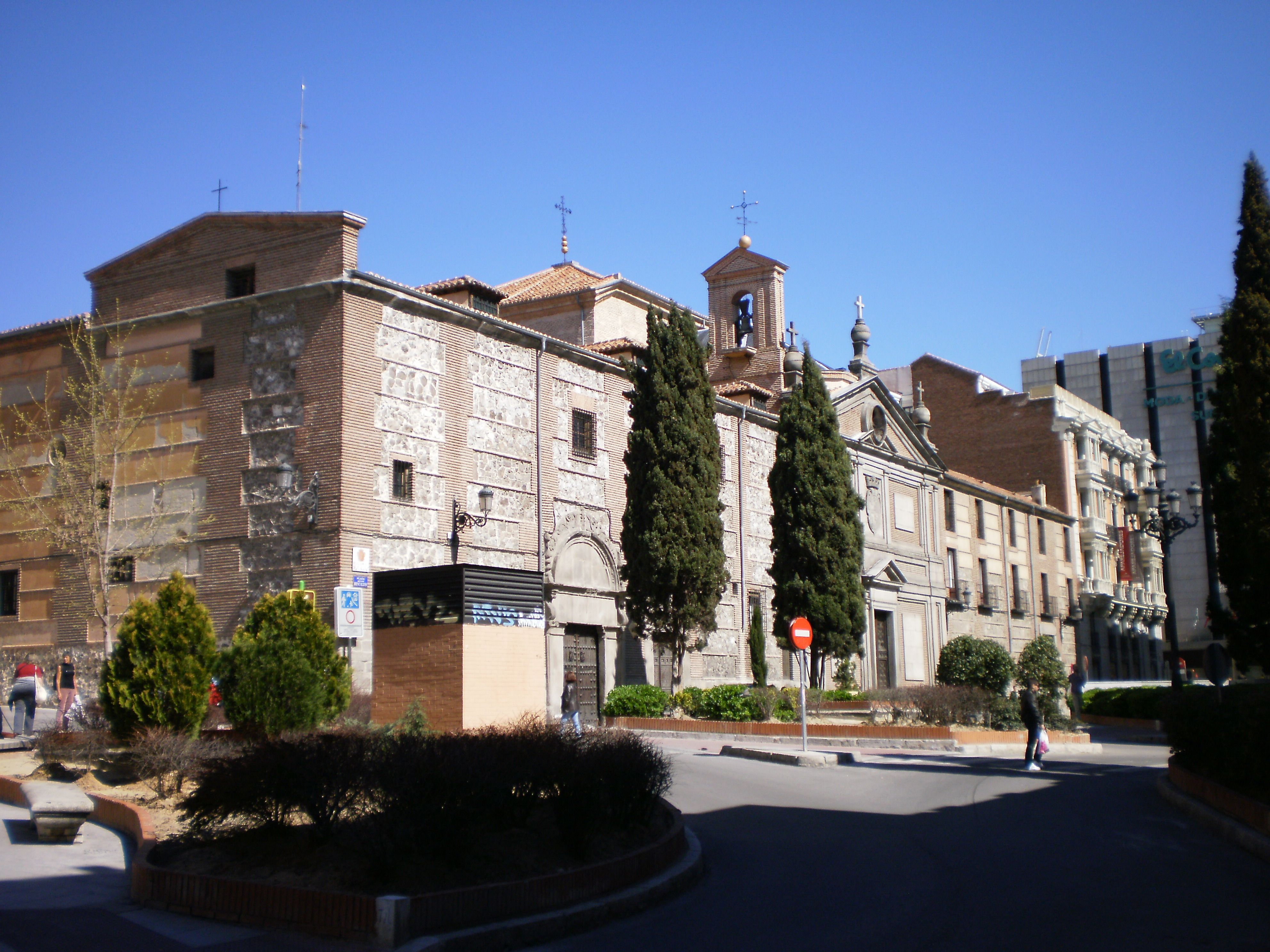
El convento de las Descalzas (junto con el de San Martín) fueron el centro del Arrabal.

El arrabal de San Martín fue una barriada extramuros del Madrid medieval, situada en torno a la actual plaza de San Martín. Ocupaba el espacio entre la calle del Arenal, las plazas de las Descalzas Reales y Callao, y la calle de las Navas de Tolosa. Creció como núcleo de población alrededor del monasterio de San Martín (adyacente al monasterio de las Descalzas Reales), vecino al de San Martín se encontraba el arrabal de San Ginés, y ambos fueron absorbido por el crecimiento de la ciudad en el siglo xvii.

## Origen, superficie y desarrollo
Ramón de Mesonero Romanos, recoge las primeras referencias al arrabal de San Martín hacia el año 1126, que lo sitúan a las afueras de la puerta de Balnadú, como uno de los primeros arrabales de la ciudad.
El origen de la pobladura queda determinado por la fundación de la abadía benedictina de San Martín, priorato mozárabe dependiente del monasterio de Santo Domingo de Silos y en su origen desvinculado de la Villa de Madrid y su autoridad. Así se desprende del texto de la «carta puebla» otorgada en 1126 por Alfonso VII de Castilla al prior del vicus Sancti Martini siguiendo los fueros de los conventos de Silos y Sahagún, lo que le concedía jurisdicción, civil, criminal y eclesiástica, tanto dentro del convento como sobre los pobladores del arrabal. En 1295 Sancho IV de Castilla confirmó los privilegios del monasterio, hasta que entre 1465 y 1480 toda la población de él dependiente fue integrada en la jurisdicción del Concejo de Madrid.
Junto a San Martín, pero ya mediado el siglo xvi, se instaló el citado monasterio de las Descalzas Reales, construido en 1559 por el arquitecto Antonio Sillero, en el solar que antes ocupó un palacio antiguo.